# Neohister wittei
Neohister wittei är en skalbaggsart som först beskrevs av Desbordes 1928.  Neohister wittei ingår i släktet Neohister och familjen stumpbaggar. Inga underarter finns listade i Catalogue of Life.